# Liste der Kulturdenkmäler in Koblenz-Arenberg
In der Liste der Kulturdenkmäler in Koblenz-Arenberg sind alle Kulturdenkmäler im Stadtteil Koblenz-Arenberg der rheinland-pfälzischen Stadt Koblenz aufgeführt. Grundlage ist die Denkmalliste des Landes Rheinland-Pfalz (Stand: 28. Juni 2023).
Die Kulturdenkmäler sind Teil des seit 2002 bestehenden UNESCO-Welterbes Oberes Mittelrheintal.

## Denkmalzonen
| Bezeichnung                           | Lage | Baujahr       | Beschreibung | Bild                           |
| ------------------------------------- | ---- | ------------- | --- | ------------------------------ |
| Denkmalzone Wallfahrtsanlage Arenberg | Lage | 1845 bis 1892 | Die Denkmalzone umfasst den religiösen Landschaftspark der Pfarrer-Kraus-Anlagen mit rund 60 Kapellen, Grotten, Bildstöcken und Kreuzweg, die Pfarr- und Wallfahrtskirche St. Nikolaus, den um diese liegenden Friedhof, den Kiosk gegenüber der Kirche und das Pfarrhaus (Immendorfer Straße 8). Die religiöse Parklandschaft wurde von 1845 bis 1892 von Pfarrer Johann Baptist Kraus als “Landschaftsbilderbibel” angelegt. | weitere Bilder Fotos hochladen |

## Einzeldenkmäler
| Bezeichnung                                          | Lage                                             | Baujahr                   | Beschreibung | Bild                           |
| ---------------------------------------------------- | ------------------------------------------------ | ------------------------- | --- | ------------------------------ |
| Katholische Pfarr- und Wallfahrtskirche St. Nikolaus | Immendorfer Straße Lage                          | 1860 bis 1872             | neuromanische Pfeilerbasilika, Backstein, 1860–1872, Architekt Hermann Nebel; zugehörig Kiosk für den Devotionalienverkauf, malerischer Fachwerkbau; Pfarrhaus (Immendorfer Straße 8), zweigeschossiger Backsteinbau, 1900; Denkmal für Pfarrer Kraus, 1930, Galvanoplastik; auf dem Friedhof Kriegerdenkmal 1914/18, Kreuzigungsgruppe, 1920er Jahre; drei Grabkreuze, 18. Jahrhundert; gusseisernes Kreuz; Friedhofskreuz | weitere Bilder Fotos hochladen |
| Wohnhaus                                             | Pfarrer-Kraus-Straße 6 Lage                      | 1915                      | neubarocke Walmdachvilla in klassizierendem Heimatstil, 1915, eventuell nach Plänen des Architekturbüros Huch & Grefges, Koblenz | Fotos hochladen                |
| Burgruine Mühlenbach                                 | südöstlich des Ortes beim Mühlenbacher Hof Lage  | Ende des 13. Jahrhunderts | mittelalterlicher Turm, Rest der Ende des 13. Jahrhunderts von Hermann von Helfenstein errichteten Wasserburg | weitere Bilder Fotos hochladen |
| Elisenhof                                            | südlich des Ortes Lage                           | 1870                      | ehemaliges Gutshaus, qualitätvolle spätklassizistische, winkelförmige Anlage mit Innenhof und Gartenterrasse; siebenachsiger Kernbau von 1870, 1909 um drei Achsen verlängert, Torhaus als Verbindung zum Bedienstetenwohnhaus, Sandsteinbrunnen mit Skulptur eines spielenden Puttos, signiert DIAMANL(?) München | Fotos hochladen                |
| Arenberger Sühnekreuz                                | östlich des Ortes an der Alten Emser Straße Lage | 1708                      | dreiteiliges Schaftkreuz aus Basaltlava, derber Korpus, bezeichnet 1708 | Fotos hochladen                |